# Agidel
Agidel (ros. Агиде́ль, basz. Ағиҙел) – miasto w Rosji, w Baszkirii, położone niedaleko granicy z Tatarstanem.